# Звозная
Звозная — река в России, протекает в Грязовецком и Вологодском районе Вологодской области. Устье реки находится в 29 км по левому берегу реки Лежи. Длина реки составляет 11 км.
Берёт начало примерно в 15 км к северо-востоку от Грязовца, возле деревни Ведерково (Комьянское муниципальное образование, Грязовецкий район). Генеральное направление течения — на северо-запад. На всём своем протяжении течёт по заболоченной лесистой местности. Населённых пунктов на реке нет. Впадает в Лежу уже на территории Вологодского района.

## Данные водного реестра
По данным государственного водного реестра России относится к Двинско-Печорскому бассейновому округу, водохозяйственный участок реки — Северная Двина от начала реки до впадения реки Вычегда, без рек Юг и Сухона (от истока до Кубенского гидроузла), речной подбассейн реки — Сухона. Речной бассейн реки — Северная Двина.
Код объекта в государственном водном реестре — 03020100312103000006783.